# 양산 북정리 고분군
양산 북정리 고분군(梁山 北亭里 古墳群)은 대한민국 경상남도 양산시 북정동에 있는 삼국시대의 고분군이다. 1963년 1월 21일 대한민국의 사적 제93호로 지정되었다.

## 개요
오봉산의 중심이 되는 산등성이 일대에 있는 무덤들이다.
대형무덤은 산의 윗부분에 퍼져 있고 소형무덤은 비탈진 곳이나 산의 아래쪽에 자리잡고 있는데, 이와 같은 무덤의 위치는 시기적인 차이에 따라 무덤의 위치가 달라지고 있다는 것을 보여주고 있다. 무덤들 가운데 부부총과 금조총은 1920년에 조사되었고, 1990년에 내부구조 확인을 위한 발굴조사가 있었다. 조사 결과, 이 지역의 무덤들은 모두 관을 보관하는 돌방(석실)의 앞면이 트인 앞트기식굴방무덤(횡구식석실분)임이 밝혀졌다.
부부총과 금조총은 앞트기식굴방무덤인데, 부부총은 산 위쪽에 자리잡은 대형무덤으로 돌방내부의 벽면과 천장을 흰색으로 칠하여 장식하였다. 반면 금조총은 산의 비탈진 곳에 자리잡은 소형무덤인데 무덤들이 자리잡은 위치와 형태가 다른 것은 무덤 주인들의 신분과 깊은 관계가 있는 것으로 보여진다.
두 무덤에서 출토된 금동관, 금제장식품을 비롯한 화려한 유물은 경주지방의 대형무덤에서 나오는 유물과 비슷하다. 부부총의 경우는 추가장으로 남편이 5세기 중반 이후에 먼저 사망하여 무덤을 만들고, 5세기 후반에 부인이 사망하여 함께 묻힌 것으로 보인다. 금조총의 주인은 5세기 후반이나 6세기전반에 사망한 것으로 보인다.
출토유물로 볼 때, 무덤의 주인공은 신라의 중앙정부와 깊은 관련이 있는 사람이거나 또는 그 친족에 해당하는 인물로 추측된다.

## 출토 유물
- 양산 금조총 출토 유물 일괄 (보물 제1921호, 동아대학교박물관 소장)

## 참고 자료
- 양산 북정리 고분군 - 국가유산청 국가유산포털